# Independent Arts
Independent Arts est un studio de développement de jeux vidéo allemand fondé en 1990 et basé à Hamm.

## Ludographie
1990
- The Magazine
- Glücksrad

RTL plus: RISKANT!
1991
- Brain Challenge
- RTL plus: Der Preis ist heiß
- ZACK
- ZDF: Wetten, dass..?

1992
- SAT.1: BINGO

1993
- On the Ball

1994
- On the Ball: World Cup Edition

1996
- MAG!!!
- ranTrainer 2

1998
- >M< Metalizer
- DATA BECKER: 3D Pinball XXL
- DATA BECKER's Gold Series: 3D Dart
- DATA BECKER's Gold Series: Poker! & Black Jack!
- Inline Race: Unlimited Skate 'n' Fun

2000
- DATA BECKER: Bridge

2001
- DATA BECKER's Gold Series: Skat! 2000
- WarCommander

2002
- Euro Alert

2003
- Against Rome

2004
- 3D Terrarium
- My Pet Hotel
- Let's Ride! Sunshine Stables
- Summer Athletics

2005
- 3D Climate Worlds
- Crazy Frog Racer
- Heidi, le jeu officiel
- My Riding School
- My Pet Hotel: Special Edition
- Ottifanten East Frisian Lemmings in Trouble
- Ottifanten Pinball

2006
- Premier Action Soccer
- The Bee Game
- Dragon's Rock
- Paws and Claws: Pet Vet
- My Pet Hotel 2
- Let's Ride! Friends Forever
- Alexandra Ledermann : Aventures au galop (Horsez)
- Sport Shooting 2006
- Winter Sports
- Winter Sports 2007

2007
- Crosswords
- Pet Vet Country
- My Pet Hotel 2
- My Pet School
- Princess Lillifee: Magic Fairy
- Chess
- THINK Logik Trainer
- WinneToons: The Legend of Silver Lake

2008
- Quiz Taxi
- Winter Sports 2009
- Mehr Kreuzworträtse
- Bibi Blocksberg: Neustadt im Hex-Chaos
- THINK Logic Trainer: Think Again
- I Heart Geeks
- The Crazy Labyrinth
- Germany's Next Topmodel
- My Boyfriend
- Princess Lillifee: My Wonderful World
- Solitaire
- The Woodleys: Summer Sports

2009
- Oktoberfest
- Musiic Part
- My Pet Hotel: Tapsige Tierbabys
- THINK Logic Trainer: Fit für den Job
- Bibi Blocksberg: Das gestohlene Hexbuch
- Galileo Mystery: The Crown of Midas
- Ludo!
- Carcassonne
- Prinzessin Lillifee
- Anna & die Liebe
- Besser Essen
- The Guild
- Food Coach
- Bibi und Tina
- Mein Gestüt 2

2010
- Der Fluch der Osterinsel
- Popstars
- Yetisports
- Bibi und Tina: Das große Unwetter
- Der Gesundheitscoach
- Galileo Family Quiz
- Top Model Academy
- The Biggest Loser

2011
- Winterspiele 2012: Feel the Spirit
- Alarm für Cobra 11 3D

2012
- Benjamin Blümchen: Törööö im Zoo

2015
- Horse Life 4